# ブリッジ・ストリート駅
ブリッジ・ストリート駅（ブリッジ・ストリートえき）はスコットランドグラスゴーに位置するグラスゴー地下鉄の駅である。

## 駅構造
島式ホーム1面2線の地下駅。

## 歴史
- 1896年12月14日 - 開業。
- 1977年 - 大規模工事開始。
- 1980年 - 大規模工事終了。

## 利用状況
- 2005年の1年間の乗車人員は470,000人である。

## 隣の駅
■グラスゴー地下鉄
セント・イノック駅 - ブリッジ・ストリート駅 - ウェスト・ストリート駅